# Schloss Falbenthal

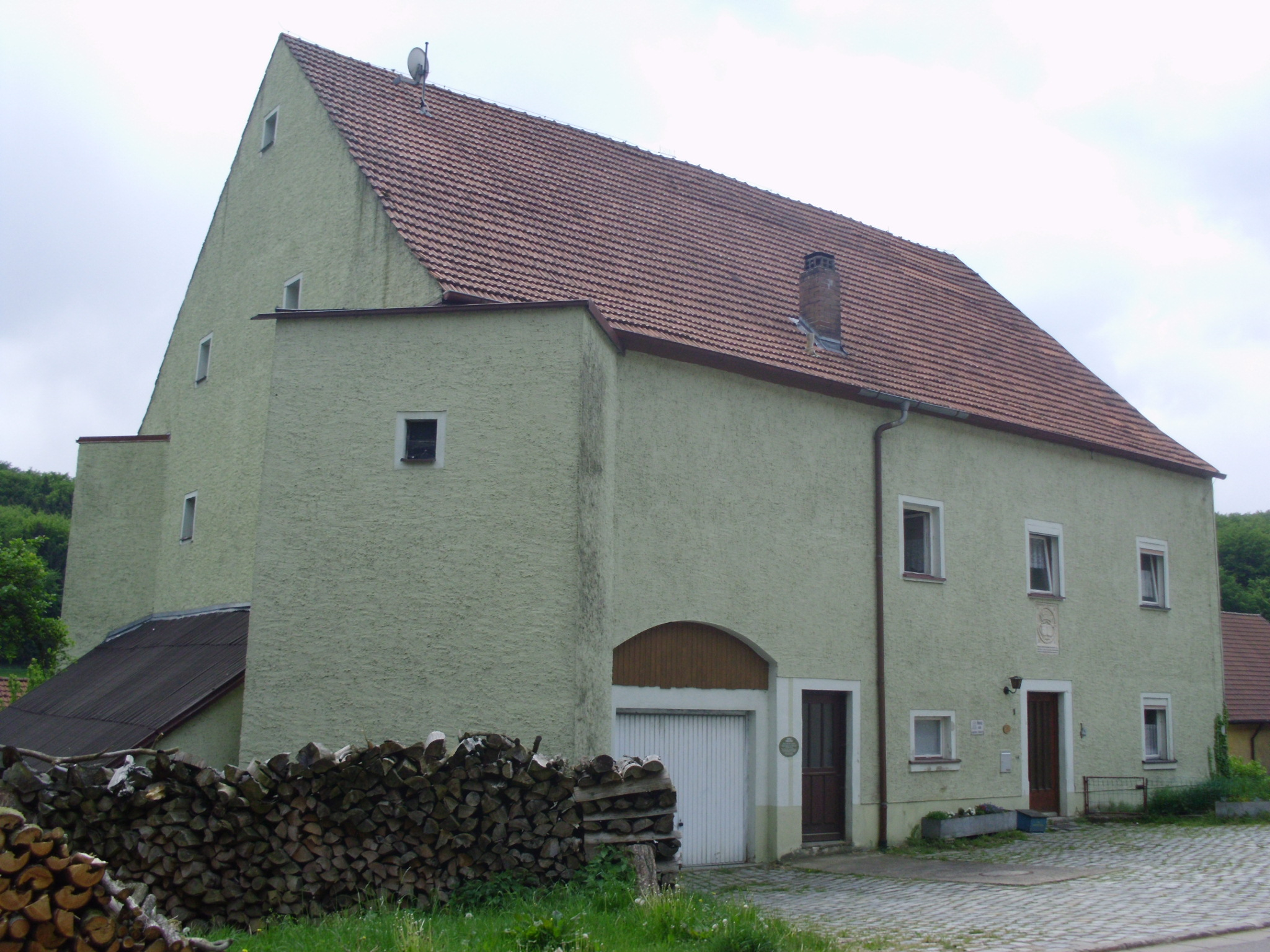
Das ehemalige Schloss, Mai 2012

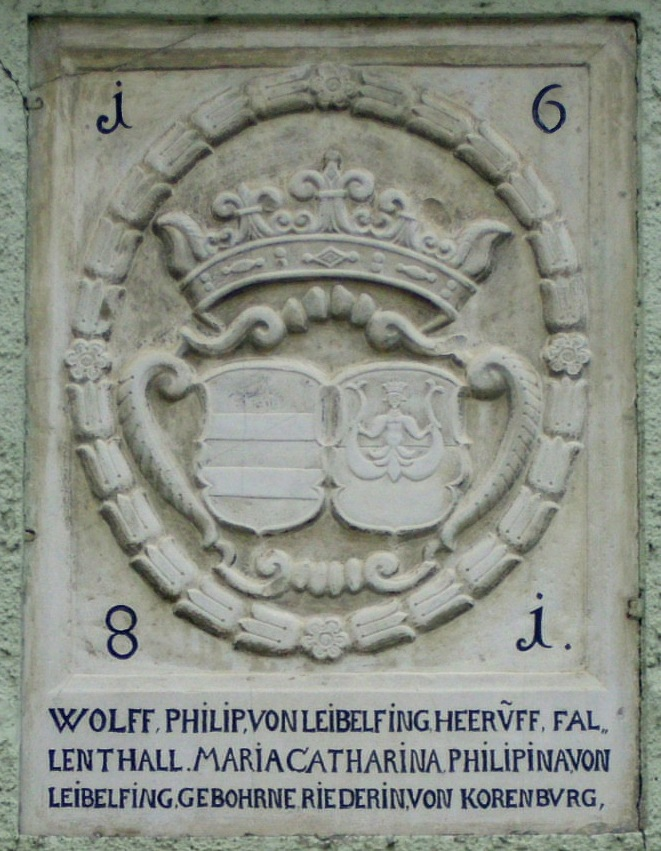
Wappenstein über dem ehemaligen Schlossportal

Das Schloss Falbenthal ist ein ehemaliges Schloss im gleichnamigen Ort Falbenthal, einem Gemeindeteil der Stadt Treuchtlingen im mittelfränkischen Landkreis Weißenburg-Gunzenhausen. Das Gebäude ist unter der Denkmalnummer D-5-77-173-79 als Baudenkmal in die Bayerische Denkmalliste eingetragen. Die postalische Adresse lautet Falbenthal 1.
Der ursprünglich dreigeschossige Traufseitbau mit vier Ecktürmen an der Frontseite wurde 1681 durch Wolf Philipp von Leubelfing neuerrichtet, wie die Jahreszahl über dem Eingang bezeugt. Dem Schloss von fünf Fensterachsen Breite wurden im 19. Jahrhundert die beiden westlichen Ecktürme zur Gänze und von den östlichen die Obergeschosse sowie das gesamte Schlossobergeschoss entfernt. 1708 erhielt Christoph Philipp Ludwig von Leubelfing die markgräfliche Erlaubnis, sein Gut um einige Häuser zu mehren und Bauern anzusiedeln. So ist in einem Beleg von 1732 davon die Rede, dass zu dem Schloss eine Ziegelhütte (heute landwirtschaftliches Anwesen Falbenthal Nummer 15) und elf „Söldenhäußlein“ gehören, die nach Wettelsheim gepfarrt waren. 1787 fiel das Rittermannlehen Falbenthal im Ritterkanton Altmühl mit dem Aussterben derer von Leubelfing dem brandenburgischen Markgrafen heim. Daraufhin erhielt der Geheime Rat und Oberhofmarschall Carl Wilhelm Friedrich Freiherr Eichler von Auritz das Gut vom Markgrafen zu Lehen. In der Gegenwart erfüllt das Schloss nur noch eine Wohnfunktion.